# Stefan Wahlen
Stefan Wahlen (* 1981) ist ein deutscher Soziologe und Professor für Ernährungssoziologie an der Justus-Liebig-Universität Gießen. Seine Forschungsschwerpunkte liegen in den Bereichen Konsumsoziologie, nachhaltige Ernährung, soziale Bewegungen und politische Dimensionen des Essens.

## Leben und Werdegang
Stefan Wahlen absolvierte ein Studium der Ökotrophologie an der Universität Bonn. Während seines Studiums verbrachte er ein Erasmus-Semester an der Universidad Politécnica de Valencia in Spanien. Anschließend promovierte er in Verbraucherwissenschaften an der Universität Helsinki mit einer Dissertation zum Thema „Governing Everyday Consumption“ (2011), in der er alltägliche Konsumpraktiken als Gegenstand politischer Gestaltung untersuchte – insbesondere im Hinblick auf Governance, Nachhaltigkeit und individuelle Verantwortung.
Von 2012 bis 2019 lehrte er als Assistenzprofessor an der Universität Wageningen in den Niederlanden. Während dieser Zeit führten ihn Forschungsaufenthalte an die Sciences Po in Paris (2017) und an das Institut für Soziologie der Universität Kopenhagen (2019).
Seit September 2019 ist er Professor für Ernährungssoziologie am Institut für Verbraucherforschung, Kommunikation und Ernährungssoziologie der Justus-Liebig-Universität Gießen.
Im Frühjahr 2023 hielt er sich für einen Forschungsaufenthalt an der University of Wisconsin–Madison auf, und im Frühjahr 2024 war er als Gastprofessor an der École normale supérieure in Paris tätig.

## Forschung und wissenschaftliche Tätigkeit
Wahlens Forschung befasst sich mit der Auswahl, Produktion, Verteilung und dem Konsum von Lebensmitteln in sozialen, politischen und institutionellen Kontexten. Im Zentrum steht die Frage, wie Ernährungssysteme nicht nur individuell, sondern auch kollektiv und politisch gestaltet werden können. Seine Arbeiten verbinden kultursoziologische, politisch-ökonomische und praxistheoretische Perspektiven auf Ernährung, Konsum und Nachhaltigkeit.
Ein besonderer Forschungsschwerpunkt liegt auf der Transformation von Ernährungssystemen hin zu mehr Nachhaltigkeit und sozialer Gerechtigkeit. Dabei untersucht Wahlen unter anderem die Rolle zivilgesellschaftlicher Initiativen, kollektiver Praktiken sowie politischer Regulierung.
Seine Forschung ist interdisziplinär ausgerichtet und verbindet Soziologie, Ernährungswissenschaft, Verbraucherforschung und Politikwissenschaft. Er arbeitet dabei mit qualitativen und quantitativen Methoden der Sozialforschung.
Wahlen war von 2019 bis 2021 Koordinator des „Research Network for the Sociology of Consumption“ bei der European Sociological Association (ESA) und ist seit 2022 Mitherausgeber der internationalen Fachzeitschrift Consumption and Society. Zudem ist er Mitglied im Steuerungsgremium der Sustainable Consumption Research and Action Initiative (SCORAI).
Er leitete das internationale Forschungsprojekt FOOdIVERSE (2021–2023, Horizon 2020/ERA-NET), das Diversität als Ansatzpunkt für nachhaltige Ernährung untersuchte. Forschungsaufenthalte führten ihn unter anderem 2023 an die University of Wisconsin–Madison sowie im Frühjahr 2024 als Gastprofessor an die École normale supérieure in Paris.

## Öffentliche Rezeption
Stefan Wahlen ist regelmäßig zu Gast in Radio oder Zeitungen und Zeitschriften. 

### Print und Online-Medien
Im März 2025 wurde Wahlen in einem Artikel der Tageszeitung Die Welt zur kulturellen Bedeutung der Kartoffel in Deutschland befragt. Er erläuterte darin deren Rolle als Beispiel für migrantische Integration und beschrieb das wiederauflebende Interesse an traditionellen Lebensmitteln.
Bereits im April 2022 analysierte die Süddeutsche Zeitung die gesellschaftliche Veränderung des Abendbrots in Deutschland und führte dazu ein Interview mit Wahlen unter dem Titel Schluss mit Schnittchen.
In der Zeitschrift Spiegel Wissen (Ausgabe 3/2020) erläuterte Wahlen in einem Interview, wie soziale Herkunft, Bildung und Küchentechnologie die Essgewohnheiten in Deutschland prägen.

### Radio, Podcast und Online-Audio
Im Juni 2025 war Wahlen Gast in der Radiosendung Politikum auf WDR 5, in der er politische und gesellschaftliche Aspekte von Ernährung diskutierte.
Im Februar 2025 war Wahlen im Format SWR1 Rheinland-Pfalz zu hören, wo er sich zur Renaissance des Butterbrots äußerte und seine soziokulturelle Einordnung kommentierte.
Im März 2024 wurde er in einem Beitrag des Deutschlandfunk Kultur zu Maßnahmen gegen Ernährungsarmut zitiert. Er sprach sich darin für eine Senkung der Mehrwertsteuer auf Obst und Gemüse aus, um sozial benachteiligte Gruppen besser zu erreichen.
Im Mai 2022 nahm Wahlen am englischsprachigen Audioformat von Deutsche Welle teil und äußerte sich zu Chancen und Herausforderungen von kultiviertem Fleisch („lab-grown meat“) im globalen Ernährungssystem.

## Publikationen (Auswahl)
- Governing Everyday Consumption. Dissertation, Universität Helsinki, 2011, hdl:10138/33132.

Wahlen hat zahlreiche wissenschaftliche Beiträge in internationalen Fachzeitschriften veröffentlicht. Seine Arbeiten wurden vielfach zitiert. Zu seinen meistzitierten Arbeiten zählen:
- Autio, M.; Collins, R.; Wahlen, S.; Anttila, M. (2013): Consuming nostalgia? The appreciation of authenticity in local food production. In: International Journal of Consumer Studies 37 (5), S. 564–568. (304 Zitationen)
- Wahlen, S.; Heiskanen, E.; Aalto, K. (2012): Endorsing sustainable food consumption: Prospects from public catering. In: Journal of Consumer Policy 35, S. 7–21. (139 Zitationen)
- Wahlen, S.; Laamanen, M. (2015): Consumption, lifestyle and social movements. In: International Journal of Consumer Studies 39 (5), S. 397–403. (136 Zitationen)
- Laamanen, M.; Wahlen, S.; Campana, M. (2015): Mobilising collaborative consumption lifestyles: A comparative frame analysis of time banking. In: International Journal of Consumer Studies 39 (5), S. 459–467. (110 Zitationen)
- Wahlen, S. (2011): The routinely forgotten routine character of domestic practices. In: International Journal of Consumer Studies 35 (5), S. 507–513. (69 Zitationen)

Daneben hat er in jüngerer Zeit folgende Beiträge veröffentlicht:
- Stefan Wahlen, F. Forno, M. Laamanen: Neo-Materialist Movement Organisations’ Scaling Through Strategies and Consumer Collective Action: Comparing Three European Food Movement Scenes. 2025.
- Stefan Wahlen u. a.: Food justice in community supported agriculture: differentiating charitable and emancipatory social support actions. 2024.
- O. Morrow, E. Veen, Stefan Wahlen, (Hrsg.) (2023): Community Food Initiatives – a Critical Reparative Approach. Routledge, London.
- Stefan Wahlen, A. Stroude (2023): Sustainable consumption, resonance and care.